# Futebol nos Jogos Pan-Americanos de 1963
A quarta edição do torneio de futebol nos Jogos Pan-americanos foi disputada na cidade de São Paulo, de 20 de Abril a 4 de Maio de 1963. Cinco times participaram numa competição de pontos corridos, com a Argentina defendendo o título novamente. Brasil, Argentina e Chile qualificaram-se para o torneio no início do ano, com o Peru e o Paraguai ficando de fora.
O evento foi restrito a atletas juvenis.

## Partidas
| Time           | Pts | J | V | E | D | GF | GC | SG  |
| -------------- | --- | - | - | - | - | -- | -- | --- |
| Brasil         | 7   | 4 | 3 | 1 | 0 | 18 | 3  | +15 |
| Argentina      | 6   | 4 | 2 | 2 | 0 | 11 | 3  | +8  |
| Chile          | 5   | 4 | 2 | 1 | 1 | 12 | 6  | +6  |
| Uruguai        | 2   | 4 | 1 | 0 | 3 | 4  | 6  | –2  |
| Estados Unidos | 0   | 4 | 0 | 0 | 4 | 3  | 30 | –27 |

| Brasil    | 2–2  | Argentina      |
| Uruguai   | 2–0  | Estados Unidos |
| Brasil    | 3–0  | Chile          |
| Uruguai   | 0–1  | Argentina      |
| Chile     | 10–2 | Estados Unidos |
| Brasil    | 3–1  | Uruguai        |
| Chile     | 0–0  | Argentina      |
| Brasil    | 10–0 | Estados Unidos |
| Chile     | 2–1  | Uruguai        |
| Argentina | 8–1  | Estados Unidos |

## Premiação
| Campeão Pan-Americano de 1963 |
| ----------------------------- |
| Brasil (1º título)            |

### Classificação final
| Pos.              | Equipe             |
| ----------------- | ------------------ |
| Medalha de ouro   | BRA Brasil         |
| Medalha de prata  | ARG Argentina      |
| Medalha de bronze | CHI Chile          |
| 4                 | URU Uruguai        |
| 5                 | USA Estados Unidos |

### Atletas Medalhados
| Evento                       | Ouro | Prata | Bronze |
| ---------------------------- | --- | --- | --- |
| Torneio Masculino de futebol | Brasil 1. Adevaldo 2. Aírton Beleza 3. Arlindo 4. Carlos Alberto 5. Nenê 6. Décio 7. Dirceu Ferreira 8. Evaldo 9. Heitor 10. Hélio Dias 11. Iris 12. Jairzinho 13. Joaquim 14. Zé Carlos 15. Luiz Henrique 16. Menotti 17. Othon 18. Riva 19. Zanin 20. Waldir Antoninho Fernandes (Técnico) | Argentina 1. Abel Vieytez (DF) 2. Agustín Cejas (GK) 3. Enry Barale (DF) 4. Héctor Sabás (FW) 5. José Magiolo (DF) 6. José Paflik (DF) 7. Juan C. Guzmán (DF) 8. Juan Carlos Oleniak (FW) 9. Juan C. Sarnari (FW) 10. Néstor Sanguinetti (MF) 11. Néstor Manfredi (FW) 12. Osmar Miguelucci (GK) 13. Osvaldo Ferreño (FW) 14. Raúl O. Pérez (FW) 15. Raúl Salvio (DF) 16. Reynaldo Aimonetti (FW) 17. Roberto Canosa (DF) 18. Roberto Santiago (MF) 19. Roberto Telch (MF) 20. Sergio Cantú (FW) Ernesto Duchini (Técnico) | Chile 1. Carlos Lavín 2. Domingo Araneda 3. Domingo Barrera 4. Gilberto Trasiaviña 5. Gregorio Silva 6. Harold Peña 7. Héctor Dávila 8. Héctor Holz 9. Ismael Manterola 10. Juan Esquivel 11. Juan Torres 12. José Sánchez 13. Manuel Montesinos 14. Oscar Cifuentes 15. Pedro Bustamante 16. Pedro González 17. Ramón Valencia 18. Raúl Angulo 19. Raúl Guevara 20. Víctor Pacheco |